# Bataillon d'artillerie à pied
Les bataillons d'artillerie à pied sont des unités de l'armée française créées en 1883 sous le nom de bataillons d'artillerie de forteresse et devenus régiments d'artillerie à pied en 1910.

## Création et différentes dénominations
Le 1er bataillon d'artillerie de forteresse est créé le 1er septembre 1883 avec des batteries fournies par les :
- 11e régiment d'artillerie
- 15e régiment d'artillerie
- 27e régiment d'artillerie

Le 2e bataillon d'artillerie de forteresse est formé le 1er septembre 1883 avec des batteries fournies par les :
- 11e régiment d'artillerie
- 17e régiment d'artillerie
- 22e régiment d'artillerie
- 26e régiment d'artillerie

Le 3e bataillon d'artillerie de forteresse est formé le 1er septembre 1883 avec des batteries fournies par les :
- 17e régiment d'artillerie
- 29e régiment d'artillerie
- 34e régiment d'artillerie

Le 4e bataillon d'artillerie de forteresse est formé le 1er septembre 1883 avec des batteries fournies par les :
- 8e régiment d'artillerie
- 18e régiment d'artillerie
- 19e régiment d'artillerie
- 20e régiment d'artillerie
- 25e régiment d'artillerie

Le 5e bataillon d'artillerie de forteresse est formé le 1er septembre 1883 avec des batteries fournies par les :
- 14e régiment d'artillerie
- 20e régiment d'artillerie
- 33e régiment d'artillerie
- 34e régiment d'artillerie

Le 10e bataillon d'artillerie de forteresse est formé le 1er septembre 1883 avec des batteries fournies par les :
- 1er régiment d'artillerie
- 4e régiment d'artillerie
- 5e régiment d'artillerie

Il est stationné à Marseille et Toulon. À partir de 1893, il stationne à Marseille et Port-Vendres.

## Chefs de corps
- 1er bataillon :
  - 1883 : chef d'escadron Migurski
  - 1885 : chef d'escadron Chanson
  - 1888 : chef d'escadron de Mercoeuil
  - 1889 : chef d'escadron Pinte
  - 1894 : chef d'escadron Abinal
  - 1898 : chef d'escadron Lebas
- 2e bataillon :
  - 1883 : chef d'escadron Baudouin
  - 1894 : chef d'escadron Hardy
  - 1895 : chef d'escadron Gallois
  - 1897 : chef d'escadron Goëtzmann
- 3e bataillon :
  - 1883 : chef d'escadron Kornprobst
  - 1886 : chef d'escadron Leclère
  - 1890 : chef d'escadron de Saint-Laurent
  - 1896 : chef d'escadron Janvier
- 4e bataillon :
  - 1883 : chef d'escadron Aron
  - 1886 : chef d'escadron Ruhlmann
  - 1887 : chef d'escadron Larzillière
  - 1888 : chef d'escadron Percin
  - 1890 : chef d'escadron Vanazzi
  - 1892 : chef d'escadron Poulet
  - 1897 : chef d'escadron Bérubé
- 5e bataillon :
  - 1883 : chef d'escadron Segondat
  - 1887 : chef d'escadron d'Apvril
  - 1890 : chef d'escadron Boulzaguet
  - 1896 : chef d'escadron Barbier
- 9e bataillon :
  - 1883 : chef d'escadron Rossin
  - 1889 : chef d'escadron Parizot
  - 1892 : chef d'escadron Perrot
  - 1896 : chef d'escadron Labouche
- 10e bataillon :
  - 1883 : chef d'escadron Marx
  - 1888 : chef d'escadron Prévost
  - 1892 : chef d'escadron Faucompré

## Historique des garnisons, campagnes et batailles

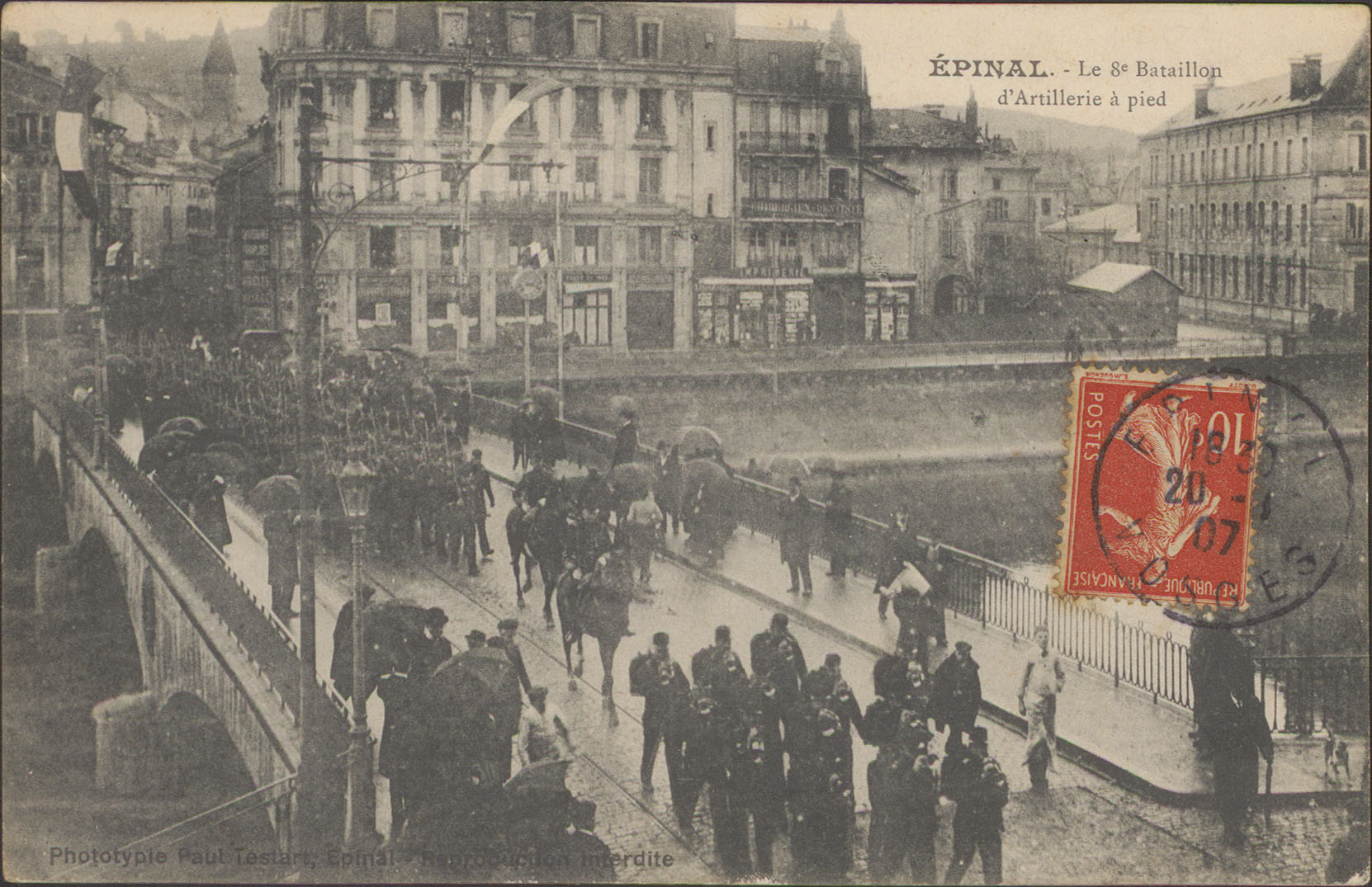
Le 8e bataillon d'artillerie à pied d'Épinal défile entre 1893 et 1907.

Après la guerre de 1870, le nouveau système fortifié du colonel Séré de Rivières consiste en un rideau défensif de places fortes proches des frontières.  Une loi du 24 juillet 1883 décide la création de 16 bataillons d'artillerie de forteresse (BAF), à six batteries, pour le 1er septembre suivant. Ces bataillons, formés avec toutes les batteries à pied des régiments d'artillerie existant, seront stationnés dans les places frontières et les ports.
Par décret du 25 juillet 1893, les bataillons d'artillerie de forteresse deviennent bataillons d'artillerie à pied le 1er janvier 1894. Un dix-septième bataillon est créé par décret du 25 septembre 1898 et un dix-huitième par décret du 6 janvier 1899.
Lors de la réorganisation de l'artillerie française de 1910, décidée par la loi du 24 juillet 1909, ils sont dissous et forment 11 régiments d'artillerie à pied.

## Drapeaux
Les bataillons d'artillerie à pied ont un drapeau unique, qui porte cousues en lettres d'or dans ses plis, les inscriptions suivantes :
- Gênes 1800
- Dantzig 1807
- Anvers 1832
- Sébastopol 1855

## Sources et bibliographie
- Historiques des corps de troupe de l'armée française (1569-1900)
- Pierre Guinard, Jean-Claude Devos et Jean Nicot, Inventaire des archives de la Guerre : Série N 1872-1919, vol. 1 : Introduction, guide des sources, bibliographie, Troyes, Imprimerie La Renaissance, 1975 (lire en ligne).